# Deșteaptă-te, române!
»Deşteaptă-te, Române!« (slovensko: Zbudi se, Romun!) je državna himna Romunije. Besedilo je napisal romunski pesnik Andrei Mureşanu (1816-1863), melodija pa je ljudska. Objavljena je bila med revolucijo leta 1848 z naslovom »Un răsunet« (Odmev). Kmalu so jo revolucionarji sprejeli za svojo himno in ji dali današnji naslov.
Za državno himno je bila proglašena po padcu socialističnega režima leta 1989. Nekaj let je bila tudi državna himna Moldavije, kjer jo je leta 1994 zamenjala »Limba noastră«.